# Ерджели
Ерджели (на гръцки: Αλεξάνδρα, Александра, до 1927 Ερτζελή, Ердзели) е село в Република Гърция, в дем Кукуш, област Централна Македония със 176 жители, според преброяването от 2001 година.

## География
Селото е разположено на 38 километра северно от град Кукуш (Килкис).

## История

### В Османската империя
В XIX век Ерджели е село в Дойранска каза на Османската империя. В „Етнография на вилаетите Адрианопол, Монастир и Салоника“, издадена в Константинопол в 1878 година и отразяваща статистиката на населението от 1873 година, Чаари Езели (Tchaari-Ezzéli, тоест Чаали и Ерджели) е посочено като село в каза Аврет хисар с 35 къщи и 60 жители мюсюлмани и 27 българи. Според статистиката на Васил Кънчов („Македония. Етнография и статистика“) в 1900 година Ерджели има 60 жители турци и 30 цигани.

### В Гърция
В 1913 година след Междусъюзническата война селото попада в Гърция. Мюсюлманското му население се изселва в Турция и на негово място са настанени гърци бежанци. През 1927 години селото е прекръстено на Александра. В 1928 година селото е бежанско със 17 семейства и 68 жители бежанци.

## Личности
Починали в Ерджели
- Димитър Попкостадинов Караджов, български военен деец, подпоручик, загинал през Втората световна война[5]